# 美國動物
是一部2018年上映的犯罪喜劇傳記劇情片，由巴特·林頓執導並編寫劇本，劇情改編自2004年真實發生在肯塔基州萊辛頓特蘭西瓦尼亞大學的圖書館竊案。伊凡·彼得斯、貝瑞·柯根、布萊克·詹納和傑瑞德·阿布拉罕森在本片主演。
電影於2018年1月19日在日舞影展首映，並定於2018年6月1日在美國上映。

## 劇情
四位平凡的美國大學生華倫（伊凡·彼得斯飾演）、史賓賽（貝瑞·柯根飾演）、艾瑞克（傑瑞德·阿布拉罕森飾演）和查斯（布萊克·詹納飾演）不滿自己乏味無趣的人生，因而突發奇想，決心要偷走圖書館裡的珍藏書籍奧杜邦的《美國鳥類》。他們模仿犯罪片裡的情節，精心策畫犯案的過程。然而，在偷竊過程中，他們開始質疑這次行動，這一切是否並不切實際……？

## 演員
- 伊凡·彼得斯 飾 華倫（Warren Lipka）
- 貝瑞·柯根 飾 史賓賽（Spencer Reinhard）
- 布萊克·詹納 飾 查斯（Chas Allen）
- 傑瑞德·阿布拉罕森 飾 艾瑞克（Eric Borsuk）
- 烏多·基爾 飾 范·德胡克（Mr. Van Der Hoek）
- 安·道得 飾 貝蒂·珍古區（Betty Jean Gooch）

華倫、史賓賽、查斯和艾瑞克皆以本人的身分於片中現身。格里·巴薩拉巴和拉臘·格萊斯飾演華倫的父母，珍妮·麥尼爾飾演史賓賽的母親，惠特尼·戈飾演查斯的母親，韋恩·杜瓦爾則飾演教練比爾華爾頓。

## 製作
2016年11月1日，宣布伊凡·彼得斯加入劇組。2017年2月9日，確認貝瑞·柯根、布萊克·詹納、傑瑞德·阿布拉罕森、烏多·基爾和安·道得加入劇組。導演巴特·林頓表示，在讀過這起事件的報導後，曾寫信訪問當時還在服刑的四位主角，而對方的回信構成劇本的基礎。
整部片的拍攝始於2017年2月，在北卡羅萊納州夏洛特進行，許多場景於戴維森學院的校園拍攝。片名取自《物種起源》的一段文字，該書也是本案中遭竊的其中一本書
。

## 配乐
- Devil In Me - 22-20s
- Sound of da Police - KRS-One
- Free Animal - Foreign Air
- In Cold Blood - Alt-J Baauer remix
- Hurdy Gurdy Man - Donovan
- A Little Less Conversation - JXL Radio Edit Remix
- Breathe and Stop - Q-Tip
- Red Balloon - Tim Hardin
- Bullet in the Head - Rage Against the Machine
- Definition - Black Star
- D.R.E.A.M. - Pharoahe Monch, Talib Kweli
- What It's Worth - Black Milk
- Ms. Fat Booty - Mos Def
- Here Come the Nice - Small Faces
- Carbona Not Glue – The Ramones
- Runnin' - The Pharcyde
- NY State of Mind - Nas
- Are You Satisfied? - Reignwolf
- Shook Ones (Part II) - Mobb Deep
- It Was a Good Day - Ice Cube
- They Reminisce Over You (T.R.O.Y.) - Pete Rock
- When I B On tha Mic - Rakim
- Shark Fin Blues - The Drones
- Vitamin C - Can
- New York Groove - Ace Frehley
- Peace Frog - The Doors
- I'm Alive - Johnny Thunder
- Who By Fire - Leonard Cohen
- Crucify Your Mind - Rodriguez

## 發行
2018年1月19日，本片於日舞影展首映。The Orchard和MoviePass Ventures以300萬美元買下電影的發行權，2018年6月1日於美國上映。

### 票房
《美國動物》在美國上映首周，從紐約和洛杉磯的4家劇院獲得約14萬美元，平均從每家劇院獲得約3.5萬美元。根據MoviePass自己的報導，他們的成員佔了本片首周觀眾的25%到35%。談到本片和另一部MoviePass Ventures發行的《高蒂傳》，一位獨立製片商的上層告訴Deadline Hollywood：「以往在發行電影時，我們總會閒聊發行商是否會買自家電影的票以促進首周票房。但在MoviePass裡，這並不是秘密，他們確實在賺自己人的錢！」

### 評價
爛番茄根據159條評論，該片持有89%的新鮮度，平均得分為7.7／10，網站的評論共識為「《美國動物》將許多重大主題結合在一起，卻又同時能呈現出一部令人不安且引人注目的真實案件電影」。另一影評網站Metacritic基於40篇評論，本片得分68（滿分100），在影評間這代表著「普遍好評」。

## 外部連結
- 爛番茄上《美國動物》的資料（英文）
- 互联网电影数据库（IMDb）上《美國動物》的资料（英文）
- 豆瓣电影上《美國動物》的資料 （简体中文）
- Metacritic上《美國動物》的資料（英文）
- Box Office Mojo上《美國動物》的資料（英文）